# Эбон
Эбон (англ. Ebon, марш. Epoon [ɛ̯ɛbʲɛ͡ɔː͡ɛnʲ]) — атолл из 22 островков в Тихом океане в составе цепи Ралик (Маршалловы Острова). Площадь сухопутной части составляет 5,75 км², но прилегающая к нему лагуна имеет площадь 103,8 км².
В 2011 году численность населения атолла составляла 706 человек.